# 连姓
连姓为中文姓氏之一，在百家姓中排第330位。根據台灣在2007年的統計，連姓排名為第73位。

## 起源
1. 出自高陽氏，远古颛顼之后，以祖字为氏。颛顼的曾孙陆终的第三个儿子名叫季连，他的后代于是就以他们祖先的字作为姓，于是形成连姓。
2. 出自芈姓，以官名为氏。春秋时期，楚国公族有连敖、连尹的官职，后来这两个官职就作为姓氏传了下来。
3. 出自姜姓，以祖名为氏。春秋时期齐国公族的后裔，齐国大夫连称的后代以祖上的名字为姓，称为连姓。据宋朝江苏巡抚宋章定所撰《名贤氏族言行类稿》中记载：“连氏，<左传>曰：齐大夫连称之后。”
4. 堂號上黨，即今山西省長治縣

## 外部連結
- 嘉義蘇周連宗祠[]

## 延伸阅读
[在维基数据编辑]
 《百家姓》
 《欽定古今圖書集成·明倫彙編·氏族典·連姓部》，出自陈梦雷《古今圖書集成》